# Phyllachora quercus
Phyllachora quercus är en svampart som beskrevs av A.K. Kar & S.K. Gupta 1981. Phyllachora quercus ingår i släktet Phyllachora och familjen Phyllachoraceae.   Inga underarter finns listade i Catalogue of Life.